# Zip line

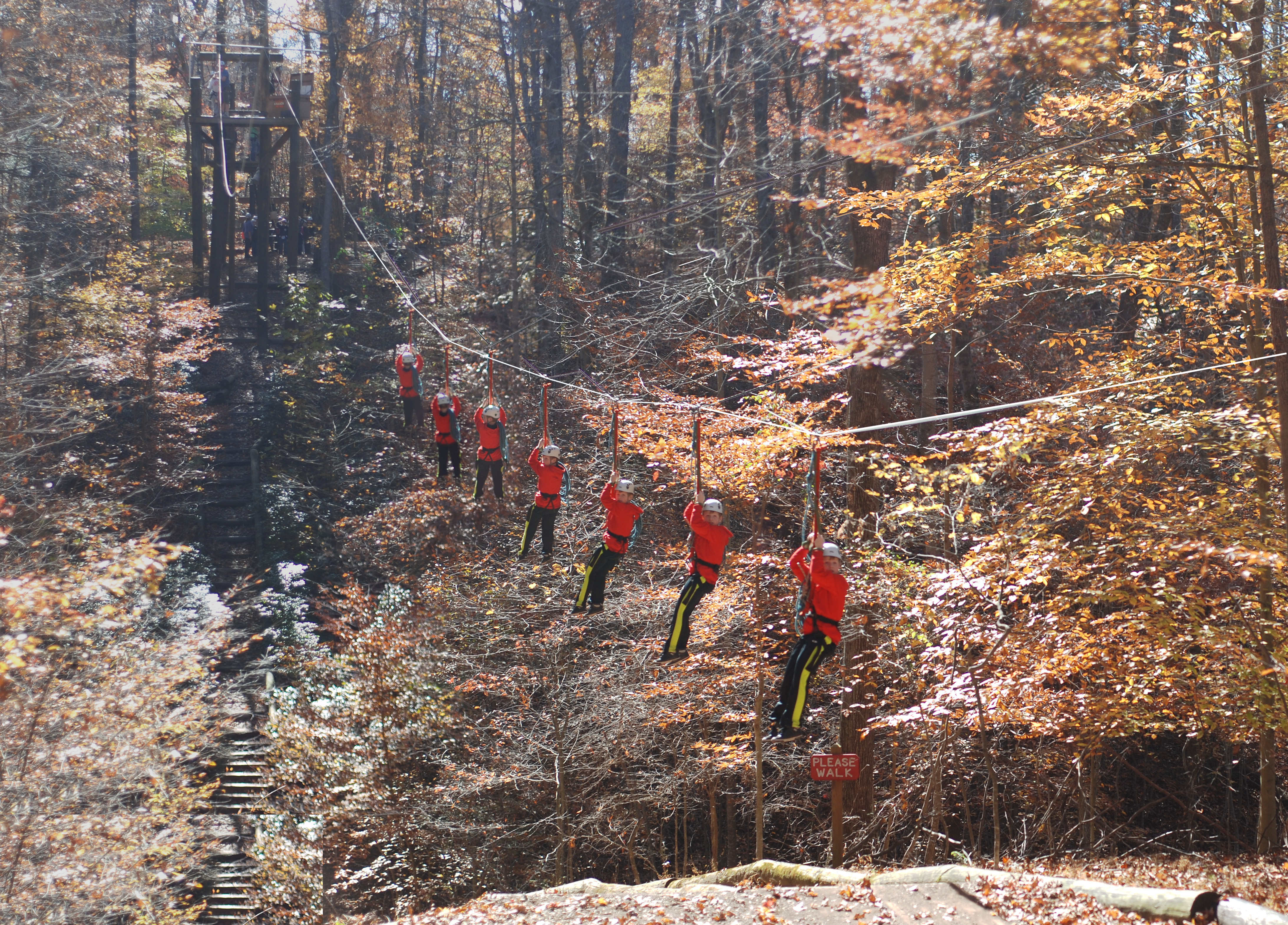
Zip-line ở Hemlock Overlook.

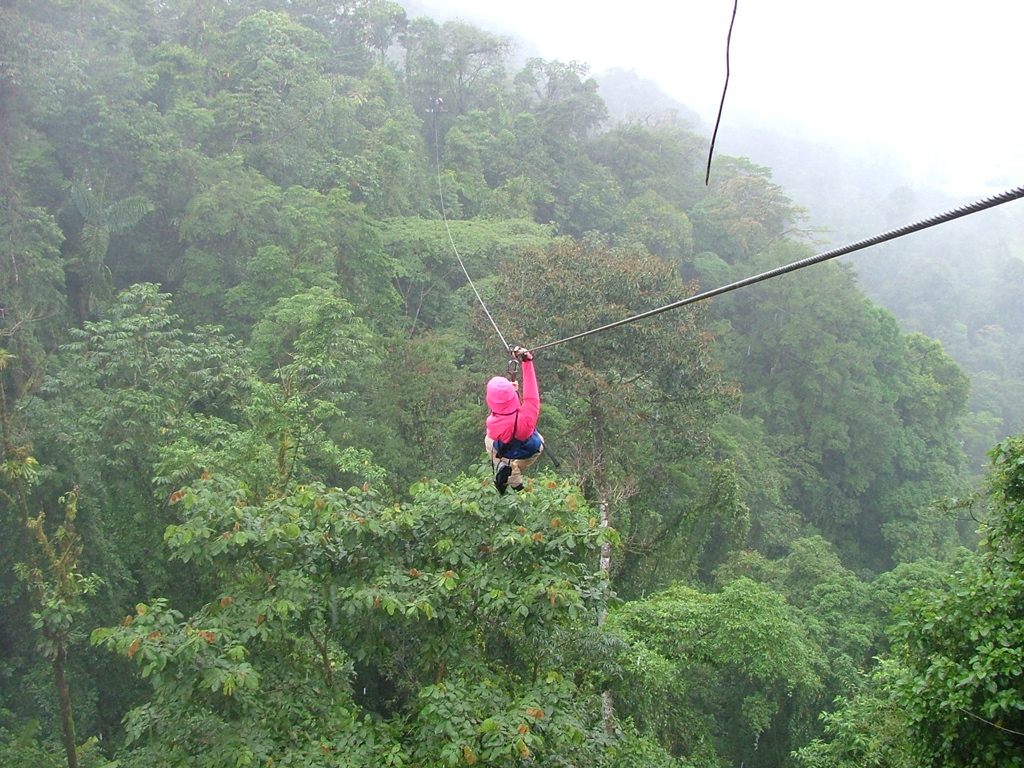
Trượt Zip-line ở Costa Rica, tháng 1 năm 2005

Zip line (các cách gọi khác trong tiếng Anh zip-line, zipline, zip wire, aerial runway (UK), flying fox (Australia và New Zealand), hay foefie slide (Nam Phi)) bao gồm một ròng rọc được treo trên một dây cáp, thường được làm bằng thép không gỉ, lắp đặt trên một đoạn dốc. Nó được thiết kế để cho phép hàng hóa hoặc một người được đẩy bởi trọng lực để di chuyển từ đỉnh đến đáy của cáp nghiêng bằng cách giữ hoặc gắn vào ròng rọc di chuyển tự do. Nó đã được mô tả về cơ bản là một di chuyển Tyrolean tham gia vào lực hấp dẫn để hỗ trợ tốc độ di chuyển của nó. Việc sử dụng nó không giới hạn trong thể thao mạo hiểm, chơi hoặc du lịch, nhưng việc sử dụng hiện tại có xu hướng ủng hộ những ý nghĩa này.